# ヴィルヘルム・グリム (ナチ党)
ヴィルヘルム・"ヴィリー"・グリム（Wilhelm “Willy” Grimm、1889年12月31日 - 1944年7月21日）は、ドイツの軍人、政治家。国家社会主義ドイツ労働者党（ナチ党）第2最高裁判所長官であり、党の全国指導者のひとりであった。陸軍の最終階級は予備役大尉。また親衛隊の名誉指導者でもあり、親衛隊での最終階級は親衛隊中将。

## 略歴
1889年12月31日にバイエルン王国のホーフで生まれる。1907年にフュルステンフェルトブルックの下士官学校で学んだ。1909年に第14バイエルン歩兵連隊、1913年からは第5バイエルン歩兵師団に配属される。 第一次世界大戦中には従軍し1914年に軍曹に昇進している。1919年10月31日に予備役中尉の階級で退役した。戦後はドイツ民族防衛同盟に1922年まで在籍した。
1920年に反ユダヤ主義政党のドイツ社会主義党に入党。1922年からは国家社会主義ドイツ労働者党に入党し、アンスバッハの地区指導者となる。1925年2月27日に再入党する（党員番号10,134）。1926年からは、アンスバッハの管区指導者に任命された。1929年3月1日からはフランケン大管区指導者代理に任命される。1928年にバイエルン州議会のナチ党議員となり、1933年まで保持した。1932年1月から調査及び調停委員会の委員となる。6月には党第2最高裁判所長官に任命されるとともに、党の最高指導部である全国指導部に列した。
1933年3月ドイツ国会選挙ではフランケン地方から選出され国会議員となった。親衛隊には1933年10月18日に親衛隊上級大佐の階級で入隊（隊員番号199,823）。1934年1月27日に親衛隊中将へ昇進している。
1941年に党第2最高裁判所長官から解任された。同年8月からは予備役大尉の階級で東部戦線に従軍した。1943年からは戦争経済に関する特別計画の親衛隊全国指導者個人幕僚部員となった。
1944年7月21日、コスヴィヒ (アンハルト)にて自動車事故で死亡した。